# Pygobunus
Pygobunus is een geslacht van hooiwagens uit de familie Sclerosomatidae.
De wetenschappelijke naam Pygobunus is voor het eerst geldig gepubliceerd door Roewer in 1957. 

## Soorten
Pygobunus omvat de volgende 2 soorten:
- Pygobunus formosanus
- Pygobunus okadai